# James Komack
James Komack est un acteur, réalisateur, scénariste et producteur américain né le 3 août 1924 à New York, New York (États-Unis), mort le 24 décembre 1997 à Los Angeles (Californie).

## Filmographie

### Acteur
- 1958 : Cette satanée Lola (Damn Yankees!) : Rocky
- 1958 : Senior Prom (en) de David Lowell Rich : Dog
- 1959 : Un trou dans la tête (A Hole in the Head) : Julius Manetta
- 1959 : Hennesey (en) (série télévisée) : Harvey Spencer Blair, III
- 1960 : La Contessa azzurra
- 1962 : Charley Angelo (TV) : Charlie "The Angel" Angelo

### Réalisateur
- 1958 : 77 Sunset Strip (série télévisée)
- 1961 : Le Jeune Docteur Kildare (Dr Kildare) (série télévisée)
- 1961 : The Dick Van Dyke Show (série télévisée)
- 1962 : Combat ! (série télévisée)
- 1963 : Mon Martien favori (My Favorite Martian) (série télévisée)
- 1965 : Max la menace (Get Smart) (série télévisée)
- 1973 : Lady Luck (TV)
- 1974 : Chico and the Man (en) (série télévisée)
- 1976 : Mr. T and Tina (en) (série télévisée)
- 1978 : Another Day (série télévisée)
- 1985 : Porky's Contre-Attaque (Porky's Revenge)

### Scénariste
- 1982 : 9 to 5 (série télévisée)
- 1965 : Max la menace (Get Smart) (série télévisée)

### Producteur
- 1965 : Hank (série télévisée)
- 1965 : Mister Roberts (en) (série télévisée)
- 1969 : The Courtship of Eddie's Father (série télévisée)
- 1973 : Lady Luck (TV)
- 1974 : Chico and the Man (en) (série télévisée)
- 1975 : Welcome Back, Kotter (série télévisée)
- 1976 : Snip (série télévisée)
- 1977 : Sugar Time! (série télévisée)
- 1978 : Another Day (série télévisée)